# موسم أعاصير المحيط الأطلسي 1921
شهد موسم الأعاصير في المحيط الأطلسي عام 1921 أحدث إعصار كبير ضرب منطقة خليج تامبا في فلوريدا . على الرغم من عدم تحديد "موسم الأعاصير" في ذلك الوقت ، إلا أن التحديد الحالي لموسم الأعاصير هو شهر يونيو من 1 إلى 30 نوفمبر  الحالة الأولى حدثت في منخفض استوائي والتي تطورات في بداية شهر يونيو في حين أن تلك الأخيرة عاصفة استوائية تبددت في 25 من شهر نوفمبر. وتجدر الإشارة إلى أن ثلاثة من الأعاصير الاثني عشر تعايشت مع إعصار استوائي آخر خلال الموسم.
من بين الأعاصير المدارية الاثني عشر التي حدثت في الموسم سبعة تحولت إلى عواصف استوائية وخمسة أصبحت أعاصير. علاوة على ذلك ، تعزز اثنان من هذه الأعاصير في إعصار كبير للفئة 3 أو أعلى على مقياس رياح إعصار سافير سيمبسون المعاصر، وهو الأكبر منذ موسم 1917 . بلغ أقوى إعصار هذا الموسم الممثل في الإعصار السادس ذروته كإعصار منخفض المستوى 4 مع رياح 140 ميل/س (230 كم/س) الذي انتشر في جميع أنحاء فلوريدا مسببا في خسائر تقدر بحوالي 10 دولارات مليون (1921 USD ) وثماني وفيات. ترك إعصاران آخران تأثيرات واسعة النطاق. على الرغم من أنه لم يكن إعصارا ستوائيا في ذلك الوقت إلا أن بقايا الإعصار الثاني ساهمت في حدوث فيضان مدمر في منطقة سان أنطونيو الكبرى في تكساس ، مما أدى إلى تحقيق 19 دولارًا كخسائر مادية سببها الإعصار والذيىتسبب بنحو مليون جريح و 215 قتلى. تسبب الإعصار الثالث في تشريد الآلاف في جزر الأنتيل الصغرى وتسبب بكايقارب 81 حالة وفاة.
انعكس نشاط الموسم بتراكم طاقة الأعاصير (ACE) بمعدل 87 ،  أعلى من متوسط – البالغ 76.6. ACE هو مقياس يستخدم للتعبير عن الطاقة التي يستخدمها الإعصار المداري خلال حياته. لذلك ، فإن العاصفة ذات المدة الأطول سيكون لها قيم عالية من ACE. يتم حسابه فقط بزيادات مدتها ست ساعات حيث تكون الأنظمة الاستوائية وشبه الاستوائية المحددة إما عند أو أعلى من سرعات الرياح المستدامة البالغة 39 ميل في الساعة (63 km / h) ، وهي عتبة شدة العاصفة الاستوائية. وبالتالي لا يتم تضمين المنخفضات الاستوائية هنا.

## الأنظمة

### الإعصار الأول
تطور اضطراب متحرك باتجاه الغرب إلى منخفض استوائي فوق غرب البحر الكاريبي في 16 يونيو. بعد حوالي 24 ساعة اشتد المنخفض ليصبح عاصفة استوائية وفي أواخر يونيو تحديدا 17 سبتمبروصلت العاصفة إلى اليابسة في شمال بليز برياح 50 ميل/س (80 كم/س) . تحرك الإعصار باتجاه الشمال الغربي وضعف قليلاً أثناء عبوره شبه جزيرة يوكاتان ، لكنه ظل عاصفة استوائية. في وقت مبكر من شهر يونيو تحديدا في 18 من يونيو ظهرت العاصفة في خليج المكسيك وبدأت في الانحناء بين الشمال والشمال الغربي. مع استمرار وصل إلى حالة الإعصار حوالي الساعة 12:00 UTC في 20 يونيو. انجرف الإعصار وازدادت قوته في وقت مبكر في 22 يونيو وقد بلغت سرعة الرياح المستمرة المرتبطة بالعاصفة ذروتها عند 90 ميل/س (140 كم/س). في حوالي الساعة 18:00 بالتوقيت العالمي المنسق ، وصل الإعصار إلى اليابسة بالقرب من ماتاجوردا ، تكساس ، بنفس الشدة. لاحظت إحدى السفن البحرية ضغطًا بارومتريًا قدره 980 مـم.بار (29 inHg) والذي سيكون الأدنى بالنسبة للعاصفة. سرعان ما انخفض الإعصار إلى شدة العاصفة الاستوائية ثم ضعف إلى منخفض استوائي حوالي الساعة 12:00 UTC في 23 يونيو ومع ذلك استمر الكساد لبضعة أيام أخرى ، حتى تلاشى فوق شمال ميسوري في 26 يونيو.
لاحظت محطة أرصاد جوية في المكسيك بروقريسو في يوكاتان ان سرعة الرياح وصلت الى 52 ميل/س (84 كم/س) . على طول ساحل تكساس بالقرب من خليج ماتاجوردا وصل المد والجزر إلى ما يقرب من 5 قدم (1.5 م) فوق متوسط المد والجزر، في حين تجاوز المد والجزر ذروته 7 قدم (2.1 م) في بعض أجزاء الخليج الغربي . ارتفعت العاصفة بمقدار 7.1 قدم (2.2 م) في ممر كافالو والتي تسببت بهيجان البحار في زورق بارجة مع 18,000 غال-أمريكي (68,000 ل؛ 15,000 غالون إمب) لينقلب في ميناء أرانساس . وقعت عمليات الانهيار على طول سكة حديد الخليج وكولورادو وسانتا في بين هايلاند بايو وفيرجينيا بوينت. كما أدى ارتفاع المد بشكل غير طبيعي إلى إغراق عدد من القوارب الصغيرة وألحق أضرارا بالعديد من أرصفة الصيد. لاحظت أجزاء من تكساس رياحا شديدة ، حيث أبلغ كوربوس كريستي عن سرعة رياح ثابتة بلغت 68 ميل/س (109 كم/س) . وقد ألحقت تلك الرياح أضرارا بالمحاصيل إلى حد ما وتحطمت النوافذ وأسقطت اللافتات وسقطت بعض الأشجار. سجلت مجاميع هطول الأمطار في أوستويل ، وكولومبوس ، وإدنا ، وهيمبستيد ، وماتاجوردا ، ونافاسوتا ، وبيرس ، وروزنبرغ ، وسلي أرقامًا قياسية لأغلب هطول الأمطار مقارنة بباقي ايام شهر يونيو. مع ذلك سجلت حالة وفاة واحدة فقط في لونجفيو عندما أصيب رجل ببرق ، كما قتل نفس الصاعقة عجلين وبقرة.

### الإعصار الثاني
تطورت منطقة بها طقس مضطرب إلى منخفض استوائي فوق خليج كامبيتشي في الرابع من شهر سبتمبر. حيث تحرك المنخفض ببطء نحو الشمال الغربي ووصل إلى شدة العاصفة الاستوائية بحلول الساعة 00:00 UTC في 6 سبتمبر. ثم انحرفت العاصفة من الغرب إلى الشمال الغربي ووصلت إلى شدة الإعصار حوالي أربع وعشرين ساعة. في ذلك الوقت تقريبًا بلغت العاصفة ذروتها مع أقصى رياح مستدامة بلغت 80 ميل/س (130 كم/س) والحد الأدنى للضغط الجوي قدر بـ 985 مـم.بار (29.1 inHg) . الساعة 03:00 UTC في سبتمبر في 7 سبتمبر ، وصل الإعصار إلى اليابسة في المكسيك شمال تامبيكو ، تاموليباس . لكنها ضعفت وتبددت في وقت مبكر في اليوم الثامن من شهر سبتمبر مع الإنتقال إلى المناطق الداخلية.
بعد أن تبدد الإعصار في 8 سبتمبر تلا ذلك حدث هطول أمطار غزيرة للغاية عبر وسط تكساس, والتي استمرت حتى 11 سبتمبر. تم تسجيل رقم قياسي جديد لهطول الأمطار في مقاطعة ويليامسون لمدة 18 ساعة للولايات المتحدة باسم 36.40 بوصة (925 مـم) وكان مجموع الأمطار مايقارب 39.71 بوصة (1,009 مـم). أدى الطوفان إلى واحدة من أكثر الفيضانات تدميرا في تاريخ سان أنطونيو حيث ارتفع الماء إلى 7 قدم (2.1 م) في عمق المدينة مما أجبر الناس على الإخلاء عموديا داخل المباني الشاهقة. حدثت أهم فيضانات الأنهار على طول قليلا و سان غابرييل ريفرز، حيث هبك ما يقارب 159 من المواطنين إلى جانب عدد القتلى في أماكن أخرى في جميع أنحاء المنطقة حيث لاقى ما بقارب 215 من الناس مصرعهم بسبب هذه العاصفة وقدرت الأضرار بـ 19 مليون دولار.

### الإعصار الثالث
لوحظت عاصفة استوائية لأول مرة على مسافة 500 ميل (800 كـم) شرق جزيرة ترينيداد في 6 سبتمبر حيث تحركت غربا نحو جزر ويندوارد في 8 سبتمبر وصنفت كفئة الأولى لنوع الأعاصير. تحركت العاصفة باتجاه الشمال الغربي عبر منطقة البحر الكاريبي واشتدت لتصبح إعصارا كبيرا في 9 سبتمبر. بعد ذلك بدأ الإعصار في الانحناء شمالا في 11سبتمبر ثم اشتدت لتتحول إلى الفئة الثالثة في الجمهورية الدومينيكية قرب بوكا دي يوما مع رياح 125 ميل/س (201 كم/س). العاصفة ضعفت إلى الفئة الثانية بعد ضرب الجزيرة ولكن اعيد تعزيزها إلى الفئة الثالثة شمال شرق جزر البهاما في 13 سبتمبر. انحنت العاصفة باتجاه الشمال الشرقي في 14 سبتمبر وبدأت في التسارع. في اليوم التالي ضعفت لتعود مجددا إلى فئة 2 قرب برمودا. في وقت مبكر من 17 سبتمبر وقلت شدة العاصفة تدريجيا لتصل إلى فئة 1 وسرعان ما انتقل إلى إعصار خارج المداري حول 310 ميل (500 كـم) شرق نيوفاوندلاند. تم امتصاص البقايا بواسطة عاصفة أكبر خارج المدارية في وقت لاحق في 17سبتمبر.
وفي غرينادا ، دمرت عدد من المنازل وألحقت أضرار بعدد من المباني الأخرى حيث ألحقت العاصفة أضرارا جسيمة بمحاصيل جوزة الطيب والكاكاو ، والتي قُدرت أنها تتطلب سبع سنوات على الأقل لإعادة زرعتها كما فُقدت الاتصالات الهاتفية في المناطق الريفية و تسببت بحالتي وفاة على الأقل في الجزيرة. بينما تم الإبلاغ عن أضرار واسعة النطاق للمحاصيل والمملكة في سانت فنسنت مع ترك آلاف الأشخاص بلا مأوى. عطلت الرياح القوية على ترينيداد الاتصالات البرقية حيث أغرقت عدد من الأضواء والمراكب الصغيرة في بورت أوف سبين وسان فرناندو على الشاطئ ووقعت حالتا وفاة في الجزيرة أحدهما غرق والآخر بسبب صعق كهربائي وفي المقابل في جميع أنحاء جزر ويندوارد تم الإبلاغ عن 80 حالة وفاة. كما تسببت الرياح القوية الناتجة عن العاصفة في إلحاق أضرار جسيمة بالمباني في بورتوريكو وبرمودا ،  مع حالة وفاة واحدة في الأولى. تُعرف هذه العاصفة أيضًا بإعصار سان بيدرو.

### الإعصار الرابع
شكلت منطقة الضغط المنخفض من أصول غير استوائية عاصفة استوائية في 8 سبتمبر بينما يقع حوالي 300 ميل (480 كـم) شمال جزر الأنتيل الصغرى. حيث تحركت العاصفة ببطء من الغرب إلى الشمال الغربي خلال الأيام القليلة التالية مع تغير طفيف في شدتها. بحلول 10 سبتمبر اتجه الإعصار من الشمال إلى الشمال الشرقي مع زيادة في سرعته و شدته. وفي أواخر شهر سبتمبر تحديدا اليوم 11 وصلت العاصفة إلى حالة الإعصار. أثناء مروره شرق برمودا بلغ النظام ذروته مع رياح مستدامة قصوى بلغت 90 ميل/س (140 كم/س) . تسارع الإعصار بعد تجاوز الجزيرة بسبب اقتراب جبهة باردة. حيث لاحظت السفينة ضغطا بارومتري قدره 979 مـم.بار (28.9 inHg) حوالي 09:00 UTC في 14 سبتمبر. بعد ثلاث ساعات تحول الإعصار إلى إعصار خارج مداري حوالي 400 ميل (640 كم) جنوب شرق نيوفاوندلاند لكنه اختفى عندما تم امتصاص تلك العاصفة خارج المدارية بواسطة إعصار خارج المداري أكبر في أواخر 14سبتمبر.

### العاصفة الاستوائية الخامسة
تطورت منطقة الضغط المنخفض إلى منخفض استوائي حوالي 80 ميل (130 كـم) جنوب غرب فلوريدا كيز الساعة 12:00 UTC في 15 أكتوبر. حيث تحرك المنخفض بسرعة شمالًا متدها إلى الشمال الشرقي ووصل إلى اليابسة بالقرب من كيب كورال ، فلوريدا بعد عدة ساعات. بعد وقت قصير من الخروج إلى المحيط الأطلسي بالقرب من كيب كانافيرال في وقت مبكر من شهر أكتوبر تحديدا في 16 اكتوبر، اشتد الإعصار إلى عاصفة مدارية. حوالي الساعة 12:00 UTC في 17 أكتوبر بلغ النظام ذروته مع رياح مستدامة قصوى تبلغ 70 ميل/س (110 كم/س) وضغط بارومتري أدنى 998 مـم.بار (29.5 inHg) ، كلاهما تم ملاحظته بواسطة احد السفن. بحلول 00:00 في اليوم التالي بالتوقيت العالمي تحولت العاصفة إلى إعصار خارج المداري بحوالي 310 ميل (500 كـم) جنوب جزيرة السمور في حين استمرت البقايا في اتجاه الشرق عبر المحيط الأطلسي وتكثفت لتصبح معادلة لإعصار الفئة الأولى بالإقتراب من جزر الأزور. ثم تحرك الإعصار خارج المداري في مسار شبه دائري قبل أن يتبدد جنوب غرب الجزر في 24 من شهر أكتوبر

### الإعصار السادس
نشأت عاصفة استوائية من حوض صغير في جنوب غرب البحر الكاريبي في20 أكتوبر. حيث تحرك النظام باتجاه الشمال الغربي واشتد إلى إعصار في 22أكتوبر وإعصار كبير بحلول 23 أكتوبر. في وقت لاحق من ذلك اليوم بلغ الإعصار ذروته كفئة 4 مع رياح 140 ميل/س (230 كم/س) . بعد دخول خليج المكسيك انحنى الإعصار تدريجياً باتجاه الشمال الشرقي وضعف إلى فئة 3 قبل الوصول إلى اليابسة بالقرب من تاربون سبرينجز ، فلوريدا ، في أواخر أكتوبر. تدريجيا ضعفت العاصفة بسرعة إلى فئة إعصار واحد أثناء عبور وسط فلوريدا قبل الوصول إلى المحيط الأطلسي في اليوم التالي. ثم تحرك النظام من الشرق إلى الجنوب الشرقي وظل ثابتا إلى حد ما في الشدة قبل أن يضعف إلى عاصفة استوائية في أواخر أكتوبر يوم 29 ليتم امتصاص العاصفة من قبل إعصار خارج المداري أكبر في وقت مبكر من اليوم التالي ، وسرعان ما أصبحت بقايا الإعصار غير قابلة للتمييز.
جلبت العاصفة رياحًا قوية إلى جزر البجع ، بما في ذلك رياح بقوة الأعاصير على الجزيرة الرئيسية. مسببة أمطار غزيرة في كوبا ، ولا سيما في مقاطعة بينار ديل ريو ، ولكن الأضرار كانت طفيفة. تسببت العواصف والمد والجزر بشكل غير طبيعي في حدوث أضرار على طول الساحل الغربي لولاية فلوريدا من مقاطعة باسكو جنوبًا. غمرت المياه العديد من الأحياء والأقسام في تامبا ، لا سيما في بالاسيت بوينت و حديقة إدجيرواتر و حديقة ديسوتو و منتزه هايدي و مناطق أخرى بالقرب من بايشور بوليفارد. كما دمرت الرياح القوية مئات الأشجار واللافتات والمباني والمنازل. و وقعت خمس حالات وفاة في تامبا واثنتان من الغرق وثلاثة بعد أن لامس الناس سلكا كهربائيا. خلفت العاصفة ضحيتين إضافيتين في سان بطرسبرج . تناثرت كتل من الركام في عدد من الشوارع في ينابيع تاربون  وتعرضت العديد من الهياكل والأشجار لأضرار جسيمة. كما حدثت رياح قوية في أقصى الشرق مثل ساحل المحيط الأطلسي للولاية ، على الرغم من أن أضرار الرياح شرق منطقة خليج تامبا كانت الى حدٍ ما مقصورة بشكل عام على الأشجار المتساقطة وخطوط الكهرباء مسببة انقطاع التيار الكهربائي لا سيما في أورلاندو. كما تأثرت الزراعة في جميع أنحاء الولاية بشكل كبير مسببة خسائر تقدر وحوالي مليوني دولار و خسارة ما لا يقل عن 800000 صناديق من محاصيل الحمضيات وحدها. بشكل عام ، خلف الإعصار ما لا يقل عن ثمانية وفيات ونحو 10 ملايين دولار كأضرار.

### العاصفة الاستوائية السابعة
تشكل منخفض استوائي حوالي 185 ميل (298 كـم) شمال شرق سان خوان ، بورتوريكو في 19 نوفمبر. عند التحرك من الغرب إلى الشمال الغربي ، اشتدت العاصفة ببطء وتتحول بذلك إلى عاصفة استوائية في 20 نوفمبر. في اليوم التالي بدأت تتحرك عبر جزر البهاما وبلغت ذروتها مع رياح 60 ميل/س (97 كم/س) ، [4] استنادًا إلى الملاحظات من SS Mexican . في وقت متأخر من شهر نوفمبر في 21 سبتمبر ، بدأت العاصفة تتجه من الغرب إلى الجنوب الغربي بينما تتمركز بالقرب من لونغ آيلاند . ثم بدأ الإعصار يضعف بشكل مضطرب بين الساعة 12:00 التوقيت العالمي والساعة 18:00 UTC في 22 نوفمبر. حيث وصلت العاصفة إلى اليابسة في كوبا بالقرب من كايو رومانو مع رياح 45 ميل/س (72 كم/س) . في وقت مبكر من شهر نوفمبر في 23 سبتمبر ، ظهرت العاصفة فوق خليج باتابانو وسرعان ما ضعفت لتتحول الى منخفض استوائي. تحركت العاصفة غربا ، ودمرت جزيرة ايسلا دي لا جوفينتود كما وضربت مقاطعة بينار دي رايو في 24 نوفمبر. بعد خروجها من خليج المكسيك انحرفت العاصفة شمالًا وانجرفت حتى تلاشت في 25 نوفمبر. لم تُعتبر هذه العاصفة إعصارًا استوائيًا حتى عام 2009 كجزء من مشروع إعادة تحليل إعصار المحيط الأطلسي ، الذي يبحث في المعلومات حول الأعاصير المدارية الماضية لتقليل عدم الدقة والإغفالات في أفضل مسار . لم يترك الإعصار آثارا كبيرة في جزر البهاما أو كوبا أو فلوريدا. حيث كانت سرعة الرياح ثابتة وتبلغ 41 ميل/س (66 كم/س) في ساند كي لايت في فلوريدا.

### أنظمة أخرى
بالإضافة إلى العواصف الاستوائية السبع ، تشكلت خمسة أنظمة أخرى لكنها فشلت في الوصول إلى شدة العواصف الاستوائية. تطور أول إعصار من هذا النوع فوق شمال غرب البحر الكاريبي في بداية شهر يونيو حيث يتحرك المنخفض بسرعة باتجاه الشمال الشرقي عبر كوبا وجزر الباهاما قبل أن يصل إلى غرب المحيط الأطلسي. أصبحت العاصفة خارج المدار بحلول الثالث من يوني. وفي 5 يوليو تشكل منخفض استوائي شمال شرق خليج المكسيك. بالتتبع إلى الغرب ، تدهور العاصفة حيث كان بعيدًا عن ساحل لويزيانا في 8 يوليو وفي ذلك اليوم ، استمرت سرعة الرياح لمدة 5 دقائق وكانت سرعتها 39 و 40 ميل/س (63 و 64 كم/س) في كالبيستون و كوربس كريستي في تكساس على التوالي. بحلول 11 يوليو تبددت العاصفة فوق شمال تكساس.
نشأ منخفض استوائي آخر من منطقة ضغط منخفض فوق شمال شرق خليج المكسيك في 28 يوليو. حيث تم تتبع الكساد باتجاه الشمال الغربي ووصل إلى اليابسة في مقاطعة فرانكلين بولاية فلوريدا في وقت مبكر من شهر 29 يوليو لكنه تبددت فوق جورجيا في اليوم التالي. بعد ذلك تشكل منخفض استوائي في خليج كامبيتشي في 23 سبتمبر والذي انتقل غربًا إلى المكسيك شمال فيراكروز ويعتقد أنه تبدد في وقت لاحق من ذلك اليوم. كما سجلت فيراكروز عاصفة رياح بلغت 29 ميل/س (47 كم/س) . تشكل النظام النهائي الذي فشل في الوصول إلى شدة العاصفة الاستوائية فوق خليج كامبيتشي في 5 أكتوبر كنظام ضغط منخفض على طول جبهة باردة متحللة. وصلت العاصفة إلى اليابسة في المكسيك وتبدد بسرعة حيث كانت سرعة الرياح 40 ميل/س (64 كم/س) في فيراكروز وفيلاهيرموسا التي تشير إلى أن المنخفض قد أصبح عاصفة استوائية.

## روابط خارجية
- مراجعة الطقس الشهرية